# Опфікон
Опфікон (нім. Opfikon) — місто  в Швейцарії в кантоні Цюрих, округ Бюлах.

## Географія
Місто розташоване на відстані близько 105 км на північний схід від Берна, 7 км на північ від Цюриха.
Опфікон має площу 5,6 км², з яких на 62,1% дозволяється будівництво (житлове та будівництво доріг), 20% використовуються в сільськогосподарських цілях, 15,5% зайнято лісами, 2,3% не є продуктивними (річки, льодовики або гори).

## Демографія
2019 року в місті мешкало 21 014 осіб (+34,9% порівняно з 2010 роком), іноземців було 44,9%. Густота населення становила 3759 осіб/км².
За віковим діапазоном населення розподілялося таким чином: 20,4% — особи молодші 20 років, 68% — особи у віці 20—64 років, 11,6% — особи у віці 65 років та старші. Було 9472 помешкань (у середньому 2,2 особи в помешканні).
Із загальної кількості 19 226 працюючих 13 було зайнятих в первинному секторі, 1534 — в обробній промисловості, 17 679 — в галузі послуг.

## Економіка
- Chair Airlines — швейцарська авіакомпанія, колишня Germania Flug, зі штаб-квартирою у Опфікон.